# Zaporozjski avtomobilny zavod

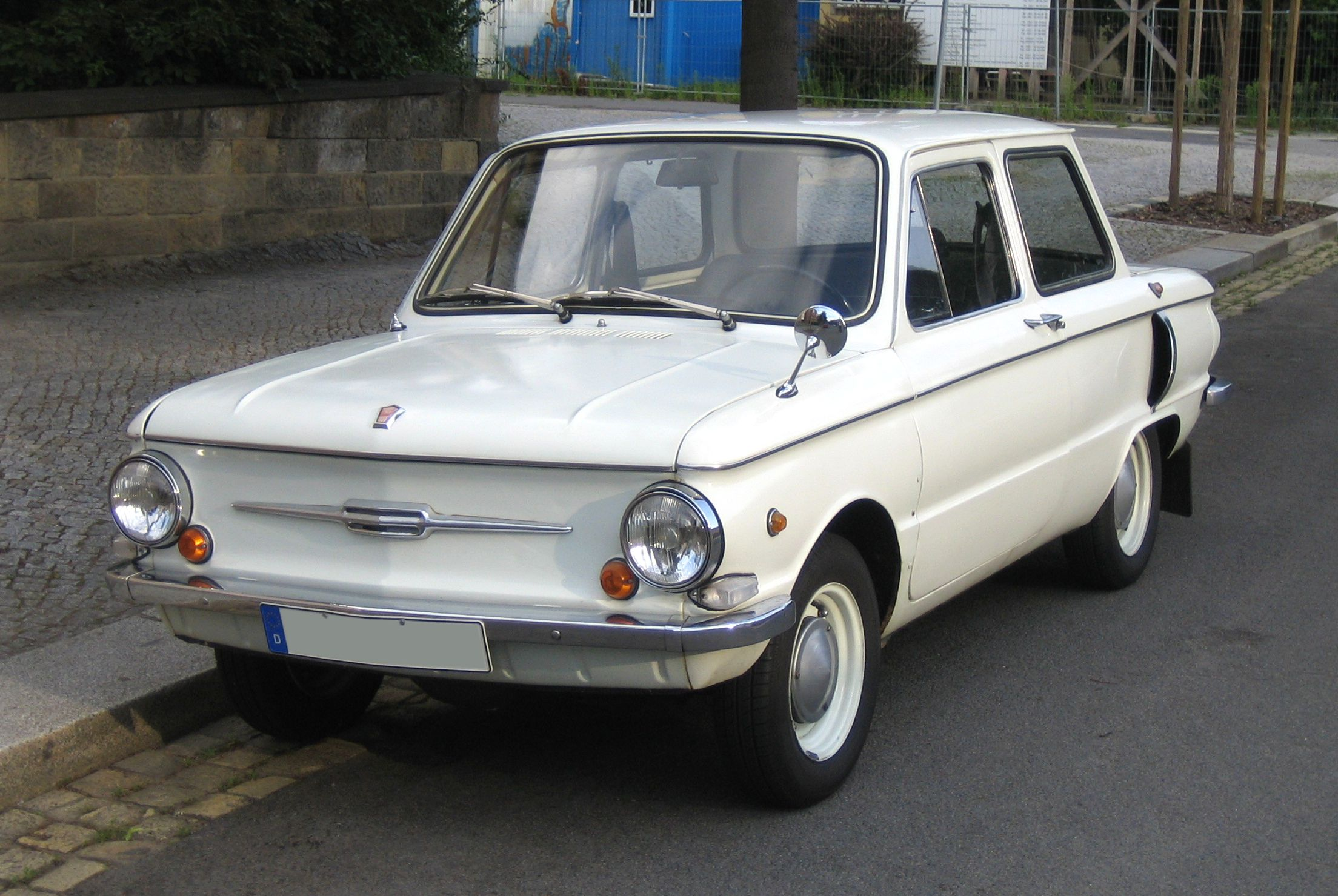
ZAZ 968 А

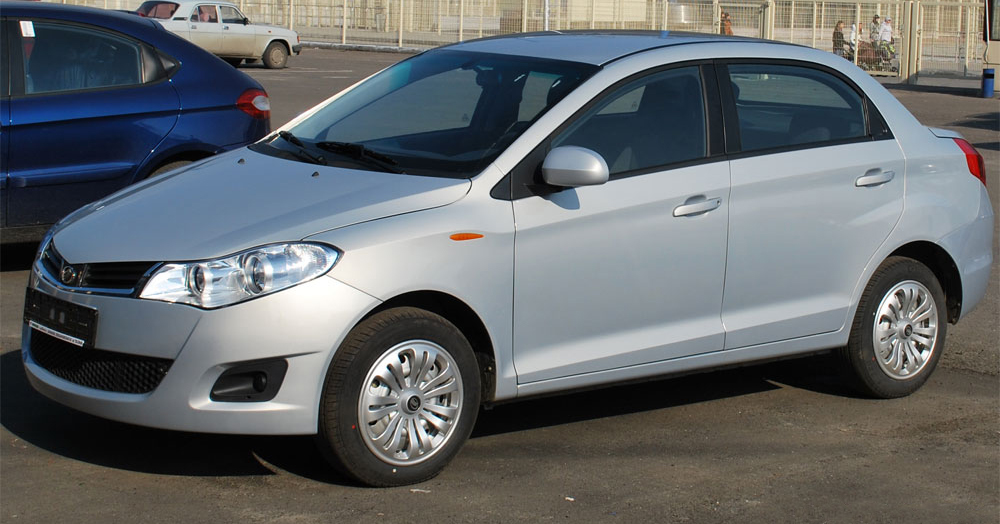
ZAZ Forza (Chery Fulwin 2)

ZAZ (Oekraïens: Запорізький автомобілебудівний завод, Zaporozjsky avtomobileboedivnyj zavod, "Zaporizja's Automobielfabriek") was een autofabriek in Oekraïne.
De voormalige tractorenfabriek Kommunar werd in 1959 als autofabriek in gebruik genomen en was daarmee op dat moment de vierde autofabriek van de Sovjet-Unie, na MZMA, GAZ en ZIS. In 1960 begon ZAZ met de serieproductie van de ZAZ 965, ook bekend als Zaporozjets.
Het volgende model was de uiterlijk gemoderniseerde ZAZ 966 met dezelfde V4-motor. Dit model is - een aantal keren gemodificeerd en later aangeduid als 968 - meer dan een kwart eeuw geproduceerd. Van 1960 tot 1994 hebben in totaal 3.422.444 auto's met luchtgekoelde, achterin geplaatste motor van de motorenfabriek Melitopol (MeMZ) de autofabriek in Zaporozje verlaten. ZAZ, MeMZ en LoeAZ vormden vanaf medio jaren '70 samen AvtoZAZ.
Vanaf 1986 begon de serieproductie van de ZAZ 1102 Tavria, een geheel nieuw ontwikkelde auto met voorwielaandrijving en waterkoeling. In verschillende varianten is dit model tot 2011 gebouwd.
Begin jaren '90 werd AvtoZAZ omgevormd tot naamloze vennootschap en vanaf medio jaren '90 richtte de onderneming zich ook op CKD-productie van modellen van AvtoVAZ, Daewoo (later Chevrolet) en Opel. In 1998 vormde AvtoZAZ een joint venture met Daewoo. In 2002, na het faillissement van Daewoo, werd AvtoZAZ onderdeel van UkrAVTO.
ZAZ produceerde autobussen op Tata-chassis, de op de Daewoo Lanos gebaseerde modellen Lanos en Sens, de op de Chevrolet Kalos gebaseerde Vida en de op een Chery gebaseerde Forza.
- Virtual International Authority File: 1324149544569700490004